# Chiaki Minamiyama
Chiaki Minamiyama (南山 千明 Minamiyama Chiaki?), född 16 oktober 1985, är en japansk fotbollsspelare som spelar för Orca Kamogawa FC.
Chiaki Minamiyama spelade 4 landskamper för det japanska landslaget.